# Ida Basilier-Magelssen
Ida Basilier-Magelssen (Finland, Nivala, 10 september 1846 – Noorwegen, Hegra, 23 mei 1928) was een sopraan. Ze zong in opera’s, maar ook zong ze liederen. 
Ze werd in Finland geboren binnen het gezin van Carl Frederik Basilier en pianiste Gustafva Mathilda Garvolin, dat van Zweedse kom af was. Ida Mathilda was zus van Fanny Virginia Baslier en dus tante van Ida Emilia Basilier Flodin Aavatsmark, eveneens zangeres. Het gezin woonde enige tijd in Oulu, alwaar Ida Mathilda in 1862 de middelbare school afrondde. Ze huwde in 1878 met Johan S. Cammermeyer Magelssen, redacteur bij het Noorse dagblad Aftenposten. Ze vestigden zich in Oslo. Zij kregen drie kinderen.
Basilier studeerde tot 1867 in Helsinki bij Filip Jacobsson en  Emilie Mechelin. Via een studiebeurs kon ze van 1867 tot 1870 aan het Conservatorium van Parijs bij Nicolas Jean-Jacques Masset studeren. Verder studies vonden plaats in Sint Petersburg bij Henriette Nissen-Saloman. Haar concertdebuut vond op 4 juni 1868 plaats in Helsinki, waarbij ze zong in Les noces de Jeannette van Victor Massé. Ze gaf daarna in een periode van tien jaar meer dan 400 concerten gaf in Scandinavië, Frankrijk, Duitsland en Rusland. Vanaf 1870 was ze met Emmy Achté de ster binnen de Finse opera met nog steeds optredens in het buitenland. Van 1872 tot 1874 was ze zangeres bij de Kungliga Operan te Stockholm, waarbij haar rol in De Barbier van Sevilla van Gioacchino Rossini positief opviel. Zij zong die opera ook in 1875 in het Christiania Theater in Oslo.
Ze heeft grote delen van haar tijd besteed aan het opleiden van haar leerlingen, grotendeels in Christiania, ook aan het conservatorium (1890-1915) aldaar. Ze overleed aan een beroerte in Hegra, alwaar de Ida Basiliers vei ter nagedachtenis haar naam draagt.